# フランス陸軍の廃止部隊等一覧
フランス陸軍の廃止部隊等一覧（フランスりくぐんのはいしぶたいとういちらん）は、フランス陸軍において廃止あるいは改編された部隊・機関等の一覧である。

## 師団
- 第1歩兵師団 (フランス陸軍)（フランス語版）
- 第2歩兵師団 (フランス陸軍)（フランス語版）
- 第8歩兵師団 (フランス陸軍)（フランス語版）
- 第10歩兵師団 (フランス陸軍)（フランス語版）
- 第18歩兵師団 (フランス陸軍)（フランス語版）
- 第19歩兵師団 (フランス陸軍)（フランス語版）
- 第20歩兵師団 (フランス陸軍)（フランス語版）
- 第21歩兵師団 (フランス陸軍)（フランス語版）
- 第22歩兵師団 (フランス陸軍)（フランス語版）
- 第25歩兵師団 (フランス陸軍)（フランス語版）
- 第28歩兵師団 (フランス陸軍)（フランス語版）
- 第29歩兵師団 (フランス陸軍)（フランス語版）
- 第30歩兵師団 (フランス陸軍)（フランス語版）
- 第32歩兵師団 (フランス陸軍)（フランス語版）
- 第34歩兵師団 (フランス陸軍)（フランス語版）
- 第36歩兵師団 (フランス陸軍)（フランス語版）
- 第37歩兵師団 (フランス陸軍)（フランス語版）
- 第38歩兵師団 (フランス陸軍)（フランス語版）
- 第39歩兵師団 (フランス陸軍)（フランス語版）
- 第40歩兵師団 (フランス陸軍)（フランス語版）
- 第41歩兵師団 (フランス陸軍)（フランス語版）
- 第42歩兵師団 (フランス陸軍)（フランス語版）
- 第47歩兵師団 (フランス陸軍)（フランス語版）
- 第48歩兵師団 (フランス陸軍)（フランス語版）
- 第51歩兵師団 (フランス陸軍)（フランス語版）
- 第52歩兵師団 (フランス陸軍)（フランス語版）
- 第53歩兵師団 (フランス陸軍)（フランス語版）
- 第55歩兵師団 (フランス陸軍)（フランス語版）
- 第58歩兵師団 (フランス陸軍)（フランス語版）
- 第60歩兵師団 (フランス陸軍)（フランス語版）
- 第61歩兵師団 (フランス陸軍)（フランス語版）
- 第62歩兵師団 (フランス陸軍)（フランス語版）
- 第65歩兵師団 (フランス陸軍)（フランス語版）
- 第67歩兵師団 (フランス陸軍)（フランス語版）
- 第68歩兵師団 (フランス陸軍)（フランス語版）
- 第70歩兵師団 (フランス陸軍)（フランス語版）
- 第71歩兵師団 (フランス陸軍)（フランス語版）
- 第72歩兵師団 (フランス陸軍)（フランス語版）
- 第73歩兵師団 (フランス陸軍)（フランス語版）
- 第75歩兵師団 (フランス陸軍)（フランス語版）
- 第76歩兵師団 (フランス陸軍)（フランス語版）
- 第77歩兵師団 (フランス陸軍)（フランス語版）
- 第81歩兵師団 (フランス陸軍)（フランス語版）
- 第97歩兵師団 (フランス陸軍)（フランス語版）
- 第120歩兵師団 (フランス陸軍)（フランス語版）
- 第121歩兵師団 (フランス陸軍)（フランス語版）
- 第122歩兵師団 (フランス陸軍)（フランス語版）
- 第124歩兵師団 (フランス陸軍)（フランス語版）
- 第125歩兵師団 (フランス陸軍)（フランス語版）
- 第127歩兵師団 (フランス陸軍)（フランス語版）
- 第128歩兵師団 (フランス陸軍)（フランス語版）
- 第129歩兵師団 (フランス陸軍)（フランス語版）
- 第130歩兵師団 (フランス陸軍)（フランス語版）
- 第131歩兵師団 (フランス陸軍)（フランス語版）
- 第132歩兵師団 (フランス陸軍)（フランス語版）
- 第133歩兵師団 (フランス陸軍)（フランス語版）
- 第134歩兵師団 (フランス陸軍)（フランス語版）
- 第151歩兵師団 (フランス陸軍)（フランス語版）
- 第152歩兵師団 (フランス陸軍)（フランス語版）
- 第153歩兵師団 (フランス陸軍)（フランス語版）
- 第155歩兵師団 (フランス陸軍)（フランス語版）
- 第156歩兵師団 (フランス陸軍)（フランス語版）
- 第157歩兵師団 (フランス陸軍)（フランス語版）
- 第158歩兵師団 (フランス陸軍)（フランス語版）
- 第161歩兵師団 (フランス陸軍)（フランス語版）
- 第162歩兵師団 (フランス陸軍)（フランス語版）
- 第163歩兵師団 (フランス陸軍)（フランス語版）
- 第164歩兵師団 (フランス陸軍)（フランス語版）
- 第165歩兵師団 (フランス陸軍)（フランス語版）
- 第166歩兵師団 (フランス陸軍)（フランス語版）
- 第167歩兵師団 (フランス陸軍)（フランス語版）
- 第168歩兵師団 (フランス陸軍)（フランス語版）
- 第169歩兵師団 (フランス陸軍)（フランス語版）
- 第170歩兵師団 (フランス陸軍)（フランス語版）
- 第1自動車化歩兵師団
- 第5自動車化歩兵師団
- 第9自動車化歩兵師団
- 第15自動車化歩兵師団
- 第25自動車化歩兵師団
- 第1北アフリカ歩兵師団
- 第2北アフリカ歩兵師団
- 第3北アフリカ歩兵師団
- 第4北アフリカ歩兵師団
- 第5北アフリカ歩兵師団
- 第1モロッコ歩兵師団
- 第2モロッコ歩兵師団
- 第4モロッコ歩兵師団
- 第3アルジェリア歩兵師団
- 第87アフリカ歩兵師団
- 第1植民地歩兵師団
- 第1機甲師団
- 第2機甲師団
⇒ 第2機甲旅団1999年に改編
- 第3機甲師団
- 第5機甲師団
- 第7機甲師団
⇒ 第7機甲旅団1999年に改編
- 第1軽機械化師団
- 第2軽機械化師団
- 第3軽機械化師団
- 第1驃騎兵師団
- 第2驃騎兵師団
- 第4驃騎兵師団
- 第5驃騎兵師団
- 第1自由フランス師団
- 第102要塞師団
- 第10落下傘師団
- 第11落下傘師団
⇒ 第11落下傘旅団1999年に改編
- 第25落下傘師団

## 連隊
- 第2歩兵連隊
- 第3歩兵連隊
- 第4歩兵連隊
- 第5歩兵連隊
- 第6歩兵連隊
- 第7歩兵連隊
- 第8歩兵連隊
- 第9歩兵連隊
- 第10歩兵連隊
- 第11歩兵連隊
- 第12歩兵連隊
- 第13歩兵連隊
- 第14歩兵連隊
- 第15歩兵連隊
- 第16歩兵連隊
- 第17歩兵連隊
- 第18歩兵連隊
- 第19歩兵連隊
- 第20歩兵連隊
- 第21歩兵連隊
- 第23歩兵連隊
- 第24歩兵連隊
- 第25歩兵連隊
- 第26歩兵連隊
- 第27歩兵連隊
- 第28歩兵連隊
- 第29歩兵連隊
- 第30歩兵連隊
- 第31歩兵連隊
- 第32歩兵連隊
- 第33歩兵連隊
- 第34歩兵連隊
- 第36歩兵連隊
- 第37歩兵連隊
- 第38歩兵連隊
- 第39歩兵連隊
- 第40歩兵連隊
- 第41歩兵連隊
- 第42歩兵連隊
- 第44歩兵連隊
- 第45歩兵連隊
- 第46歩兵連隊
- 第47歩兵連隊
- 第48歩兵連隊
- 第49歩兵連隊
- 第50歩兵連隊
- 第51歩兵連隊
- 第52歩兵連隊
- 第53歩兵連隊
- 第54歩兵連隊
- 第55歩兵連隊
- 第56歩兵連隊
- 第57歩兵連隊
- 第58歩兵連隊
- 第59歩兵連隊
- 第60歩兵連隊
- 第61歩兵連隊
- 第62歩兵連隊
- 第63歩兵連隊
- 第64歩兵連隊
- 第65歩兵連隊
- 第66歩兵連隊
- 第67歩兵連隊
- 第68歩兵連隊
- 第69歩兵連隊
- 第70歩兵連隊
- 第71歩兵連隊
- 第72歩兵連隊
- 第73歩兵連隊
- 第74歩兵連隊
- 第75歩兵連隊
- 第76歩兵連隊
- 第77歩兵連隊
- 第78歩兵連隊
- 第79歩兵連隊
- 第80歩兵連隊
- 第81歩兵連隊
- 第82歩兵連隊
- 第83歩兵連隊
- 第84歩兵連隊
- 第85歩兵連隊
- 第86歩兵連隊
- 第87歩兵連隊
- 第88歩兵連隊
- 第89歩兵連隊
- 第90歩兵連隊
- 第91歩兵連隊
- 第92歩兵連隊
- 第93歩兵連隊
- 第94歩兵連隊
- 第95歩兵連隊
- 第96歩兵連隊
- 第97歩兵連隊
- 第98歩兵連隊
- 第99歩兵連隊
- 第100歩兵連隊
- 第101歩兵連隊
- 第102歩兵連隊
- 第103歩兵連隊
- 第104歩兵連隊
- 第105歩兵連隊
- 第106歩兵連隊
- 第107歩兵連隊
- 第108歩兵連隊
- 第109歩兵連隊
- 第114歩兵連隊
- 第115歩兵連隊
- 第116歩兵連隊
- 第117歩兵連隊
- 第118歩兵連隊
- 第119歩兵連隊
- 第120歩兵連隊
- 第121歩兵連隊
- 第122歩兵連隊
- 第123歩兵連隊
- 第124歩兵連隊
- 第125歩兵連隊
- 第127歩兵連隊
- 第128歩兵連隊
- 第129歩兵連隊
- 第130歩兵連隊
- 第131歩兵連隊
- 第132歩兵連隊
- 第133歩兵連隊
- 第134歩兵連隊
- 第135歩兵連隊
- 第136歩兵連隊
- 第137歩兵連隊
- 第138歩兵連隊
- 第139歩兵連隊
- 第140歩兵連隊
- 第141歩兵連隊
- 第142歩兵連隊
- 第143歩兵連隊
- 第147歩兵連隊
- 第148歩兵連隊
- 第149歩兵連隊
- 第150歩兵連隊
- 第151歩兵連隊
- 第153歩兵連隊
- 第154歩兵連隊
- 第155歩兵連隊
- 第156歩兵連隊
- 第157歩兵連隊
- 第158歩兵連隊
- 第159歩兵連隊
- 第160歩兵連隊
- 第161歩兵連隊
- 第162歩兵連隊
- 第163歩兵連隊
- 第164歩兵連隊
- 第165歩兵連隊
- 第166歩兵連隊
- 第167歩兵連隊
- 第168歩兵連隊
- 第169歩兵連隊
- 第170歩兵連隊
- 第171歩兵連隊
- 第172歩兵連隊
- 第173歩兵連隊
- 第201歩兵連隊
- 第202歩兵連隊
- 第203歩兵連隊
- 第204歩兵連隊
- 第205歩兵連隊
- 第206歩兵連隊
- 第207歩兵連隊
- 第208歩兵連隊
- 第209歩兵連隊
- 第210歩兵連隊
- 第211歩兵連隊
- 第212歩兵連隊
- 第213歩兵連隊
- 第214歩兵連隊
- 第215歩兵連隊
- 第216歩兵連隊
- 第217歩兵連隊
- 第218歩兵連隊
- 第219歩兵連隊
- 第220歩兵連隊
- 第221歩兵連隊
- 第222歩兵連隊
- 第223歩兵連隊
- 第224歩兵連隊
- 第225歩兵連隊
- 第226歩兵連隊
- 第227歩兵連隊
- 第228歩兵連隊
- 第229歩兵連隊
- 第230歩兵連隊
- 第231歩兵連隊
- 第232歩兵連隊
- 第234歩兵連隊
- 第235歩兵連隊
- 第236歩兵連隊
- 第237歩兵連隊
- 第238歩兵連隊
- 第239歩兵連隊
- 第240歩兵連隊
- 第241歩兵連隊
- 第242歩兵連隊
- 第243歩兵連隊
- 第244歩兵連隊
- 第245歩兵連隊
- 第246歩兵連隊
- 第247歩兵連隊
- 第248歩兵連隊
- 第249歩兵連隊
- 第250歩兵連隊
- 第251歩兵連隊
- 第252歩兵連隊
- 第253歩兵連隊
- 第254歩兵連隊
- 第255歩兵連隊
- 第256歩兵連隊
- 第257歩兵連隊
- 第258歩兵連隊
- 第259歩兵連隊
- 第260歩兵連隊
- 第261歩兵連隊
- 第262歩兵連隊
- 第263歩兵連隊
- 第264歩兵連隊
- 第265歩兵連隊
- 第266歩兵連隊
- 第267歩兵連隊
- 第268歩兵連隊
- 第269歩兵連隊
- 第270歩兵連隊
- 第271歩兵連隊
- 第272歩兵連隊
- 第273歩兵連隊
- 第274歩兵連隊
- 第275歩兵連隊
- 第276歩兵連隊
- 第277歩兵連隊
- 第278歩兵連隊
- 第279歩兵連隊
- 第280歩兵連隊
- 第281歩兵連隊
- 第282歩兵連隊
- 第283歩兵連隊
- 第284歩兵連隊
- 第285歩兵連隊
- 第286歩兵連隊
- 第287歩兵連隊
- 第288歩兵連隊
- 第289歩兵連隊
- 第290歩兵連隊
- 第292歩兵連隊
- 第293歩兵連隊
- 第294歩兵連隊
- 第295歩兵連隊
- 第296歩兵連隊
- 第297歩兵連隊
- 第298歩兵連隊
- 第299歩兵連隊
- 第300歩兵連隊
- 第301歩兵連隊
- 第302歩兵連隊
- 第303歩兵連隊
- 第304歩兵連隊
- 第305歩兵連隊
- 第306歩兵連隊
- 第307歩兵連隊
- 第308歩兵連隊
- 第309歩兵連隊
- 第310歩兵連隊
- 第311歩兵連隊
- 第312歩兵連隊
- 第313歩兵連隊
- 第314歩兵連隊
- 第315歩兵連隊
- 第316歩兵連隊
- 第317歩兵連隊
- 第318歩兵連隊
- 第319歩兵連隊
- 第320歩兵連隊
- 第321歩兵連隊
- 第322歩兵連隊
- 第323歩兵連隊
- 第324歩兵連隊
- 第325歩兵連隊
- 第326歩兵連隊
- 第327歩兵連隊
- 第328歩兵連隊
- 第329歩兵連隊
- 第330歩兵連隊
- 第331歩兵連隊
- 第332歩兵連隊
- 第333歩兵連隊
- 第332歩兵連隊
- 第335歩兵連隊
- 第336歩兵連隊
- 第337歩兵連隊
- 第338歩兵連隊
- 第339歩兵連隊
- 第340歩兵連隊
- 第341歩兵連隊
- 第342歩兵連隊
- 第343歩兵連隊
- 第344歩兵連隊
- 第346歩兵連隊
- 第349歩兵連隊
- 第350歩兵連隊
- 第355歩兵連隊
- 第352歩兵連隊
- 第353歩兵連隊
- 第354歩兵連隊
- 第355歩兵連隊
- 第356歩兵連隊
- 第358歩兵連隊
- 第359歩兵連隊
- 第360歩兵連隊
- 第361歩兵連隊
- 第362歩兵連隊
- 第363歩兵連隊
- 第364歩兵連隊
- 第365歩兵連隊
- 第366歩兵連隊
- 第367歩兵連隊
- 第368歩兵連隊
- 第369歩兵連隊
- 第370歩兵連隊
- 第371歩兵連隊
- 第372歩兵連隊
- 第373歩兵連隊
- 第401歩兵連隊
- 第402歩兵連隊
- 第403歩兵連隊
- 第404歩兵連隊
- 第405歩兵連隊
- 第406歩兵連隊
- 第407歩兵連隊
- 第408歩兵連隊
- 第409歩兵連隊
- 第410歩兵連隊
- 第411歩兵連隊
- 第412歩兵連隊
- 第413歩兵連隊
- 第4猟兵連隊
- 第6驃騎兵連隊
- 第7驃騎兵連隊
- 第8驃騎兵連隊
- 第9竜騎兵連隊
- 第23竜騎兵連隊
- 第28竜騎兵連隊
- 第1外人落下傘連隊